# Samsung Galaxy M20
 O Samsung Galaxy M20 é um smartphone Android produzido pela Samsung Electronics. Foi revelado em 28 de janeiro de 2019 e lançado em 5 de fevereiro de 2019.

## Variantes
| Modelo         | Notas                  |
| -------------- | ---------------------- |
| SM-M205F / DS  | Índia, África, Arábias |
| SM-M205G / DS  | Sudeste da Ásia        |
| SM-M205FN / DS | Europa                 |
| SM-M205M / DS  | América latina         |